# Roman Jagieliński
Roman Jagieliński (ur. 2 stycznia 1947 w Wichradzu) – polski polityk i rolnik. W latach 1991–2005 poseł na Sejm I, II, III i IV kadencji, w latach 1995–1997 wiceprezes Rady Ministrów oraz minister rolnictwa i gospodarki żywnościowej.

## Życiorys
W 1969 ukończył studia na Wydziale Ogrodniczym Szkoły Głównej Gospodarstwa Wiejskiego w Warszawie. Zajął się prowadzeniem indywidualnego gospodarstwa rolnego w Świniokierzu Dworskim.
W latach 1970–1989 należał do Zjednoczonego Stronnictwa Ludowego, po którego rozwiązaniu w 1989 wstąpił do PSL „Odrodzenie”, a następnie do jednoczącego się Polskiego Stronnictwa Ludowego, był członkiem krajowych władz tego ugrupowania.
W 1991, 1993 i 1997 uzyskiwał z listy PSL mandat posła na Sejm I, II i III kadencji. Pełnił funkcję wicepremiera i ministra rolnictwa i gospodarki żywnościowej w rządach Józefa Oleksego (od 7 marca 1995 do 7 lutego 1996) i Włodzimierza Cimoszewicza (od 7 lutego 1996 do 10 kwietnia 1997). W latach 1989–1991 pełnił funkcję sędziego Trybunału Stanu.
W 1998 odszedł z PSL, zakładając Partię Ludowo-Demokratyczną, w której objął funkcję przewodniczącego. W wyborach prezydenckich w 2000 poparł kandydaturę Aleksandra Kwaśniewskiego, rok później podpisał akcesję do koalicji SLD-UP, z ramienia której w 2001 po raz czwarty został posłem z okręgu piotrkowskiego. W kwietniu 2002 wystąpił z klubu parlamentarnego SLD i współtworzył koło poselskie PLD. W 2004 był założycielem i przewodniczącym Federacyjnego Klubu Parlamentarnego, stworzonego przez posłów, którzy odeszli z innych ugrupowań (m.in. Samoobrony RP). W 2004 ze wspólnej listy KPEiR i PLD kandydował do Parlamentu Europejskiego. Później na bazie PLD organizował Stronnictwo Gospodarcze.
W 2005 kandydował ponownie do Sejmu z listy SLD, w 2007 startował do Senatu z ramienia koalicji Lewica i Demokraci; nie uzyskał mandatu w obu tych wyborach. W 2008 powrócił do PSL.
W 1996 objął funkcję przewodniczącego rady głównej Krajowego Zrzeszenia LZS, którą sprawował do 2012. Później został honorowym przewodniczącym zrzeszenia.
W 2014 Romanowi Jagielińskiemu przedstawiono zarzuty nielegalnego przekazania broni myśliwskiej synowi, który zezwolenie na posiadanie broni utracił w 2008. W 2017 sprawa została umorzona z powodu przedawnienia
5 maja 2023 został wraz z synem zatrzymany przez funkcjonariuszy Centralnego Biura Śledczego Policji w związku z podejrzeniem udziału w przemycie papierosów.

## Odznaczenia
W 2015 odznaczony przez prezydenta Bronisława Komorowskiego Krzyżem Oficerskim Orderu Odrodzenia Polski.